# ایستل گتی
ایستل گتی (انگلیسی: Estelle Getty؛ زاده ۲۵ ژوئیهٔ ۱۹۲۳ –   درگذشته ۲۲ ژوئیهٔ ۲۰۰۸) هنرپیشه اهل ایالات متحده آمریکا بود. وی بین سال‌های ۱۹۷۸ تا ۲۰۰۱ میلادی فعالیت می‌کرد.

## گزیده فیلمشناسی
از فیلم‌ها یا برنامه‌های تلویزیونی که وی در آن نقش داشته‌است می‌توان به آثار زیر اشاره کرد.
- توتسی (فیلم) (۱۹۸۲)
- ماسک (فیلم ۱۹۸۵) (۱۹۸۵)
- مانکن (فیلم ۱۹۸۷) (۱۹۸۷)
- ایست! وگرنه مادرم شلیک می‌کند (۱۹۹۲)
- استوارت کوچولو (۱۹۹۹)
- دختران زرین (۱۹۸۵–۱۹۹۲)
- ویژه روز زمین (۱۹۹۰)